# Paralaoma ahena
Paralaoma ahena är en snäckart som beskrevs av Tom Iredale 1945. Paralaoma ahena ingår i släktet Paralaoma och familjen punktsnäckor. Inga underarter finns listade i Catalogue of Life.